# Murazzi (Venecia)

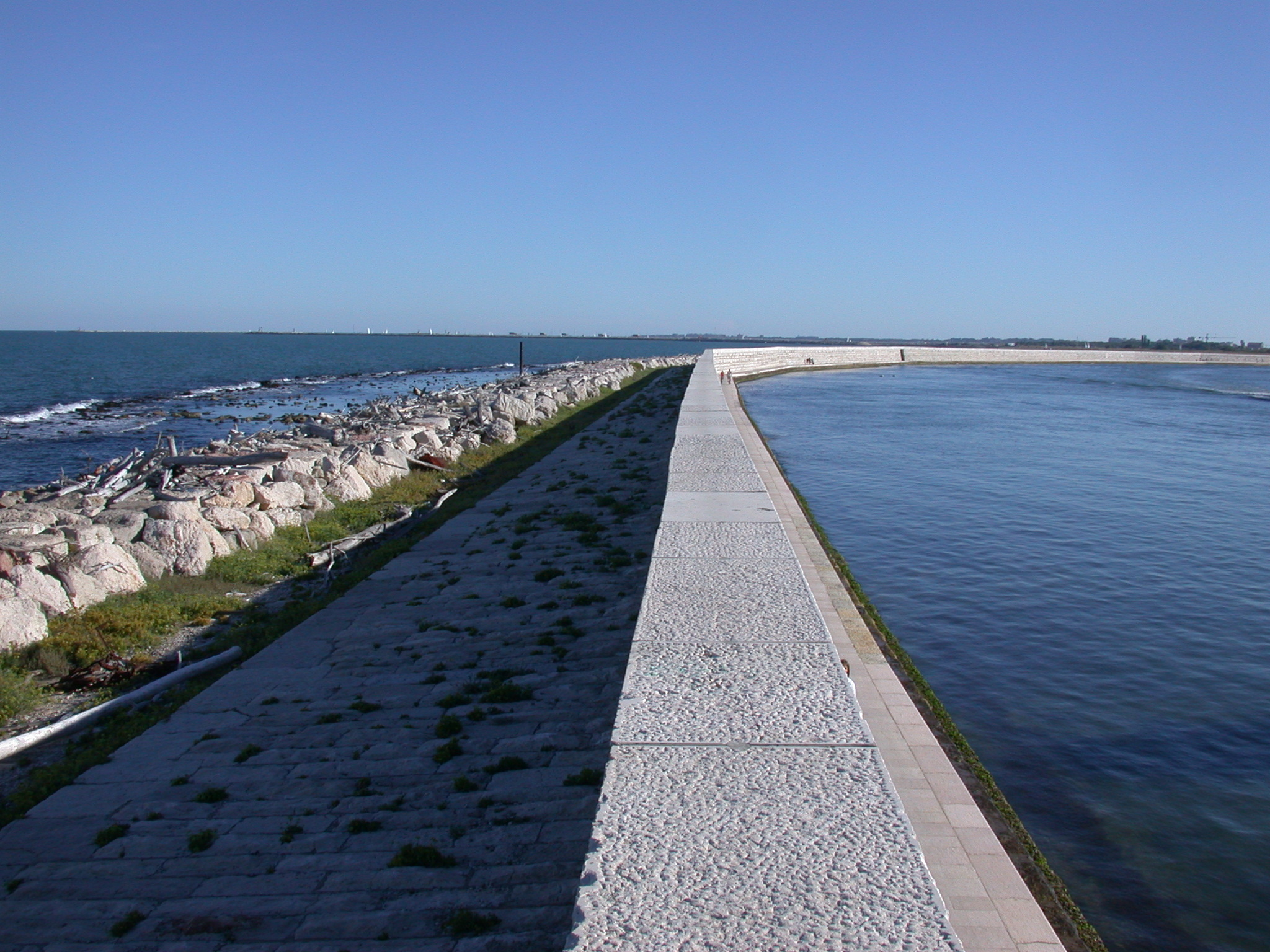
Los Murazzi entre Pellestrina y Ca' Roman, a la izquierda el mar Adriático, a la derecha la laguna de Venecia

Los murazzi (muràssi o muràsi en idioma véneto) son una imponente represa en piedra de Istria, construida por la República de Venecia para defender los diques de la laguna de la erosión del mar. Reemplazaron las anteriores "palade", palafitos llenos de piedras, cuya duración era muy corta.

## Descripción
Se dividen en tres partes: una, en la isla de Lido, comienza en Ca' Bianca y termina después de unos 5 km cerca de Alberoni; una segunda, en la isla de Pellestrina, comienza en Santa Maria del Mare y termina después de 10 km cerca de Ca' Roman; una tercera parte, en el litoral de Sottomarina, comienza en el Fuerte San Felice y termina, después de unos 1255 metros, en el centro de Sottomarina Vieja (parcialmente desfigurados, ahora no tienen ninguna función defensiva, ya que son enterrados de dunas de arena y vegetación al norte y de cementación urbana al sur debido a la progresiva regeneración del litoral). 
En Sottomarina este último "murazzo" una vez continuaba por otros 570 metros y estaba compuesto de diques y muros, pero ahora está completamente demolido y sólo una acera de mármol es una evidencia parcial de ello. 
En la zona entre Pellestrina y Ca' Roman, el mar Adriático y la laguna de Venecia están separados prácticamente solo por esta represa.

## Historia

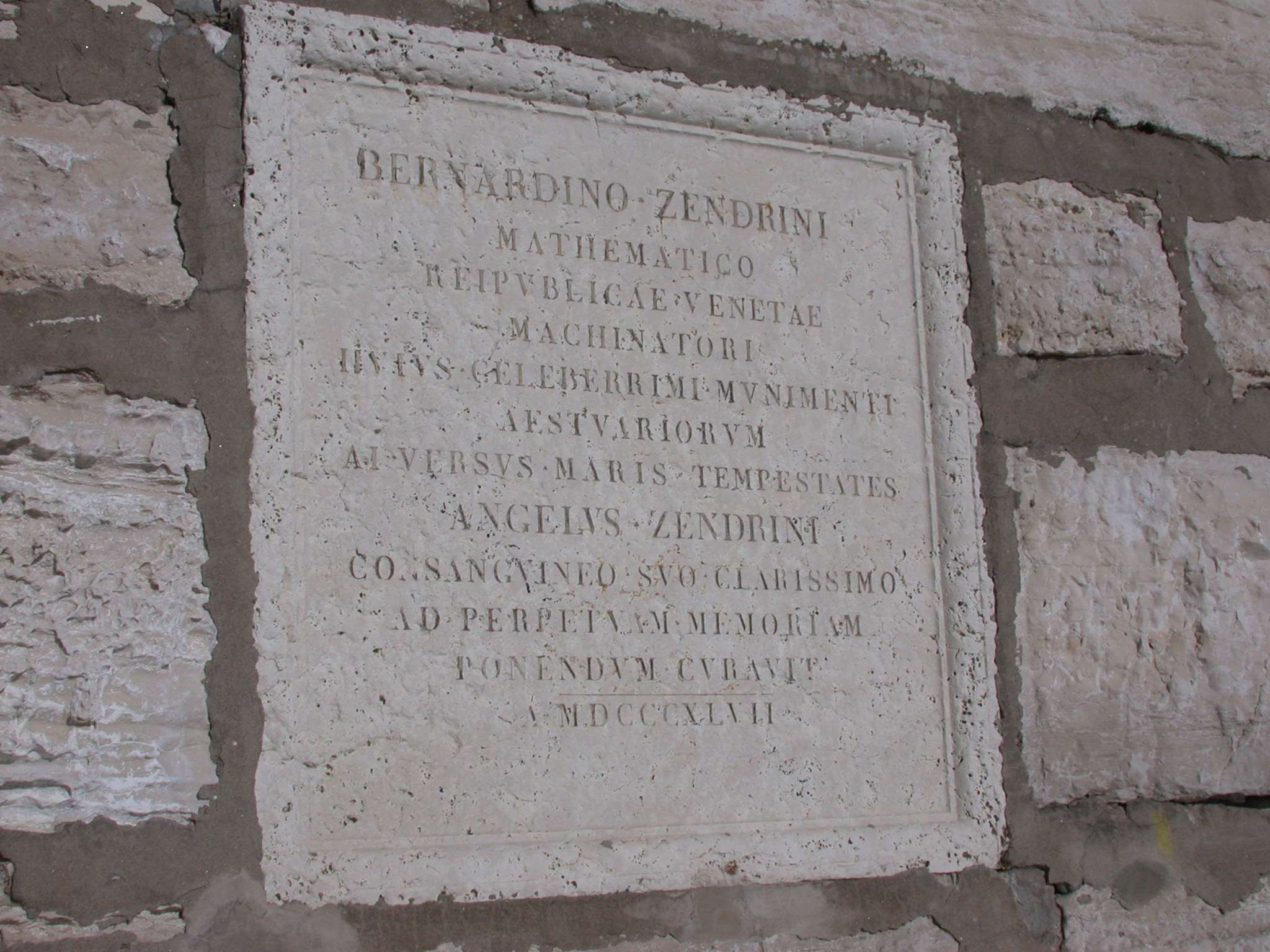
La lápida en recuerdo de Bernardino Zendrini

La ideación de esta obra fue de padre Vincenzo Coronelli y se remonta al 1716. La construcción fue seguida por Bernardino Zendrini y, empezada en el 1744, se completó en el 1782.
Fueron dañados por marejadas en 1825 y sobre todo el 4 de noviembre de 1966, cuando su hundimiento fue una de las causas de la excepcional agua alta, que inundó la ciudad de Venecia. Recientemente se han integrado con una serie de rompeolas, colocadas perpendicolarmente a la obra principal, cuyo objetivo es favorecer la formación de bajíos y tractos de playa.